# Paweł Althamer

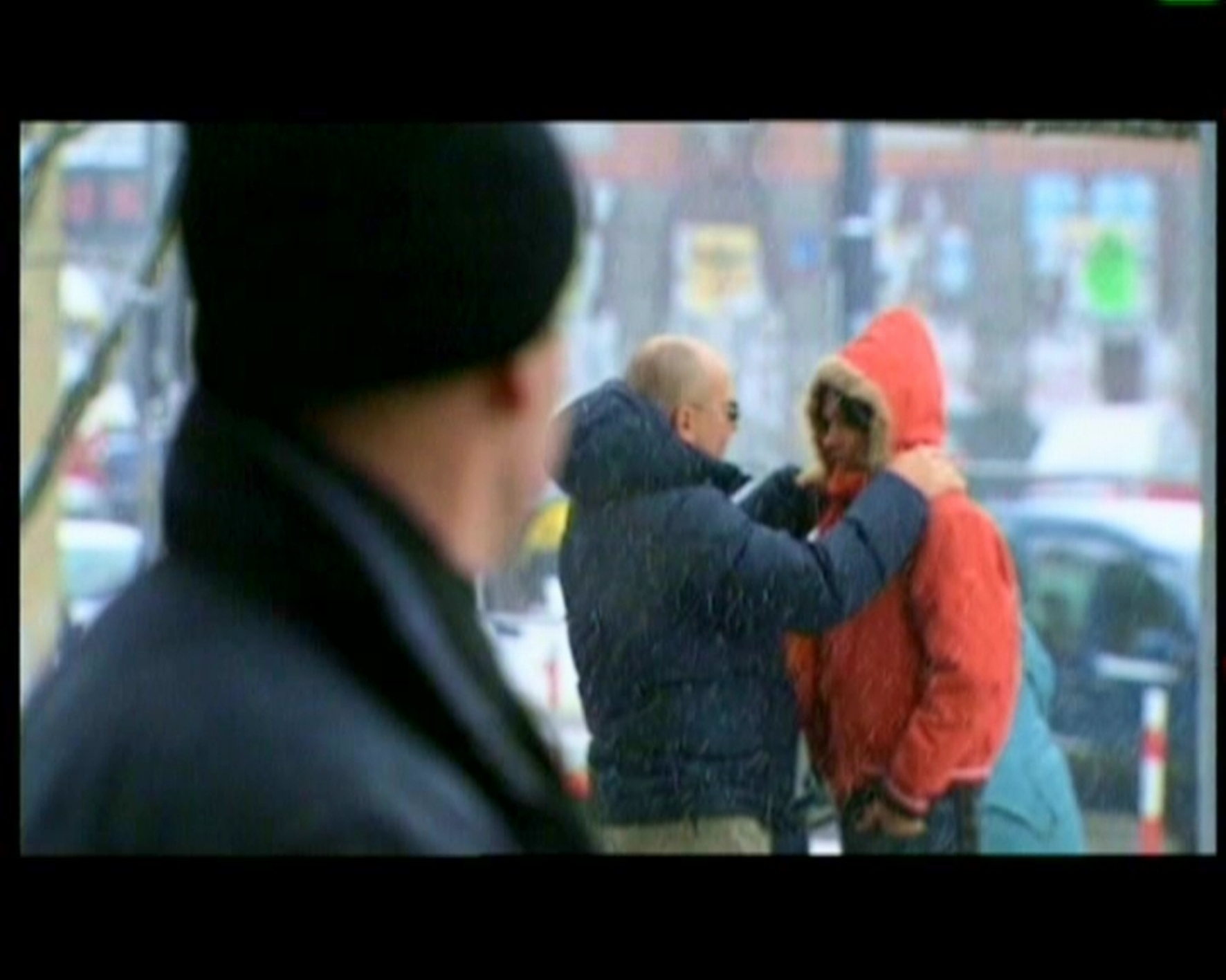
Film, Zachęta, Warszawa

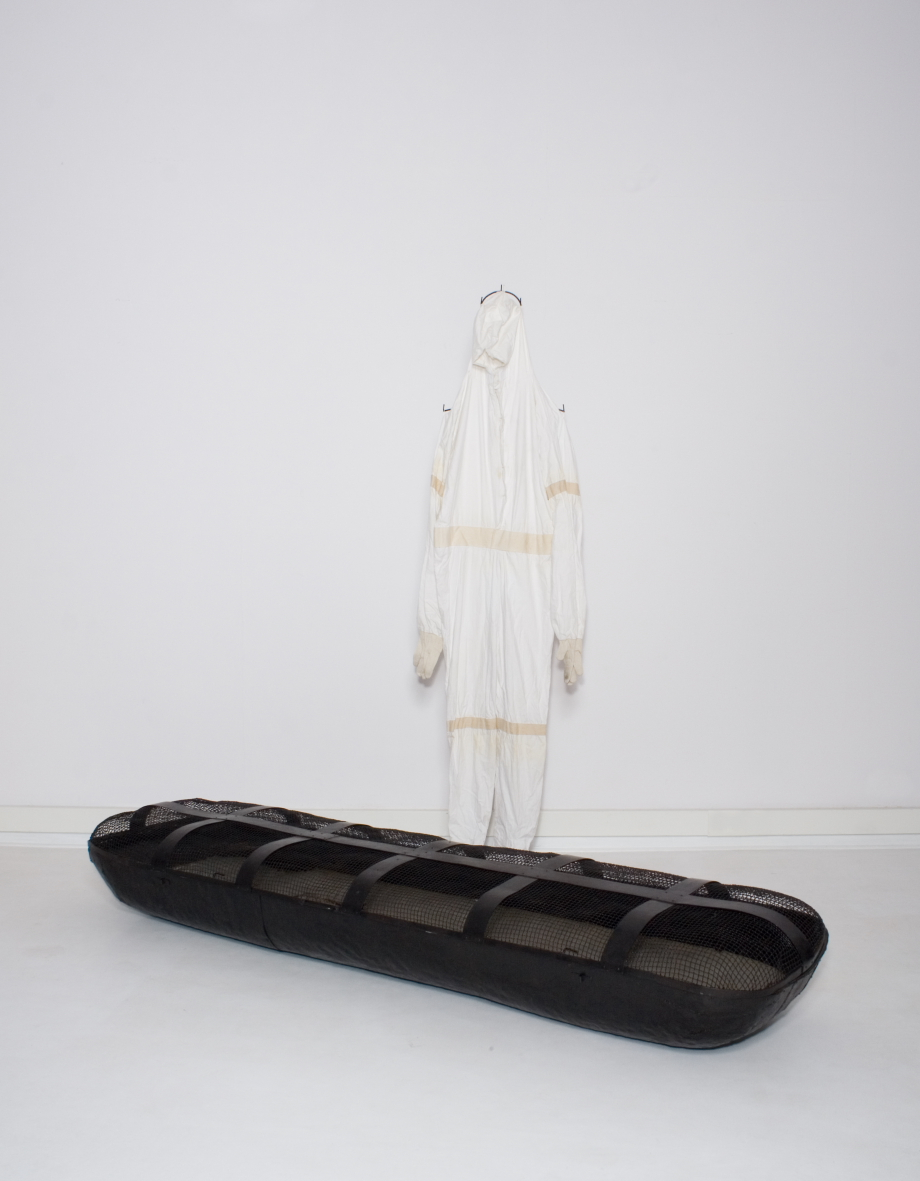
Łódź i skafander, Zachęta, Warszawa

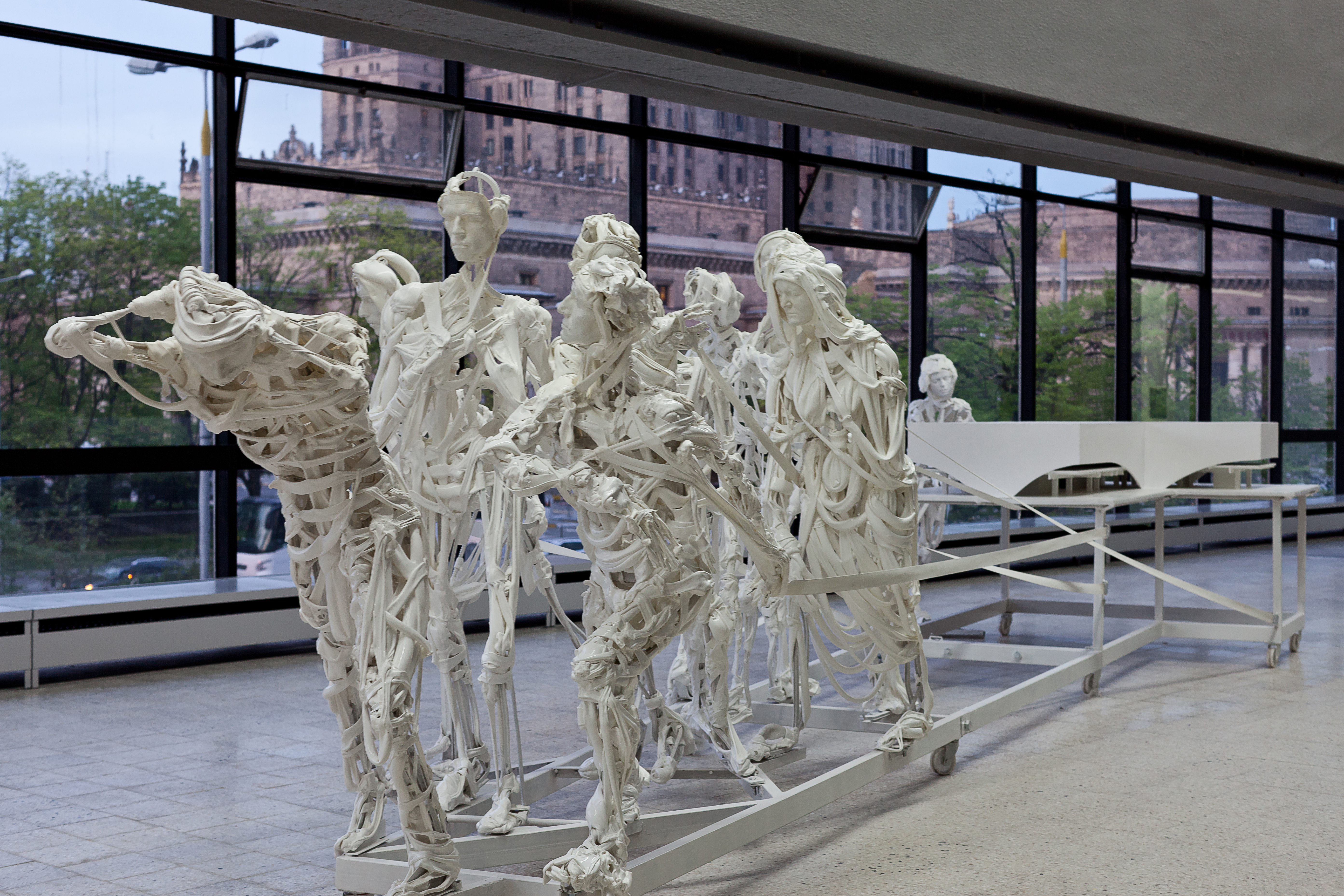
Burłacy, 2012

Paweł Althamer (ur. 12 maja 1967 w Warszawie) – polski rzeźbiarz, performer, twórca instalacji i filmów wideo, pochodzenia żydowskiego.

## Działalność artystyczna
W latach 1988–1993 studiował na Wydziale Rzeźby w Akademii Sztuk Pięknych w Warszawie. Jego pracą dyplomową pod kierunkiem Grzegorza Kowalskiego była rzeźba pod tytułem Autoportret.
Początkowo zajmował się rzeźbieniem figur za pomocą prostych technik oraz niekonwencjonalnych materiałów, następnie posługiwał się metalową siatką i ubierał swe rzeźby w starą odzież. Kolejnym etapem jego twórczości było poświęcenie się problemowi samotności, izolacji oraz wyobcowaniu. Wzorując się na statkach kosmicznych budował kapsuły, przyrządy, skafandry, których celem było oderwanie się od rzeczywistości.
W połowie lat 90. poświęcił się sprawom społecznym głównie umiejscowieniu sztuki, twórczości w otaczającym nas świecie. Na stałe współpracuje z Fundacją Galerii Foksal.
W 2009 był inicjatorem powstania Parku Rzeźby na Bródnie.
Jego prace znajdują się w kolekcjach m.in. CRP w Orońsku i Zachęty.
Od 2022 zasiada w jury konkursu rzeźbiarskiego Baltic Horizons. W tym samym roku tygodnik "Polityka" uznał jego Wspólną sprawę (2009-2016) za jedno z dziesięciu najważniejszych dzieł sztuki ostatniego trzydziestolecia.

## Wystawy
- 1990: Woda, czas, przestrzeń, performance
- 1991: Kardynał
- 1991: Magowie i mistycy, CSW Zamek Ujazdowski, Warszawa (zbiorowa)
- 1993: Un vollkommen, Museum Bochum
- 1994: Bajka
- 1994–1995:Gerinations 8, European Biennial for Young Artists, Academy St. Joost, Breda 1984; Galeria Zachęta, Warszawa 1995 (zbiorowa)
- 1995: Antyciała, CSW Zamek Ujazdowski, Warszawa (wystawa zbiorowa)
- 1995: Oikos, Bydgoszcz (akcja uliczna) (wystawa zbiorowa)
- 1997: Documenta X, Kassel (wystawa zbiorowa)
- 1999: Figura w rzeźbie polskiej XIX i XX wieku, Centrum Rzeźby Polskiej, Orońsko; Galeria Zachęta, Warszawa (wystawa zbiorowa)
- 2000: Manifesta 3, The European Biennial of Contemporary Art, Lublana (wystawa zbiorowa)
- 2000: Bródno
- 2001: Domek na drzewie, Fundacja Galerii Foksal, Warszawa (wystawa indywidualna)
- 200]: Pawel and Vincent, Bonnefantenmuseum, Maastricht (wystawa indywidualna)
- 2005: Paweł Althamer zachęca, Galeria Zachęta, Warszawa (wystawa indywidualna)
- 2007: Black Market, Neugerriemschneider, Berlin (wystawa indywidualna)
- 2007: Skulptur Projekte 07, Műnster
- 2008: Double Agent, Institute of Contemporary Arts, Londyn (wystawa zbiorowa)
- 2009: Wspólna Sprawa[6], Performance, Warszawa → Bruksela → Warszawa
- 2011: Almech, Muzeum Guggenheima w Berlinie, Berlin
- 2014: Neighbours, New Museum na Manhattanie, Nowy Jork[7]

## Odznaczenia i nagrody
- Krzyż Oficerski Orderu Odrodzenia Polski (2015)[8]
- Nagroda im. Vincenta van Gogha (2004)
- Nagroda Wielka Fundacji Kultury (2005)